# Henri Hauvette
Herri Eugène Hauvette (Parigi, 25 gennaio 1865 – Parigi, 14 febbraio 1935) è stato un filologo, critico letterario e italianista francese.

## Biografia
Nel 1888 si laureò in lettere all'università di Parigi, dove il padre Eugène Louis fu a lungo bibliotecario e dove Henri fu allievo di Gaston Paris. Dopo alcuni anni d'insegnamento nelle scuole secondarie, soggiornò a lungo in Italia. A Firenze seguì l'insegnamento di Pasquale Villari, Adolfo Bartoli e Pio Rajna. Con quest'ultimo sviluppò un rapporto di salda e devota amicizia. Dal 1895, insegnò lingua e letteratura italiana all'università di Grenoble, dove divenne titolare dal 1903. Sempre per la predetta disciplina fu poi docente ordinario alla facoltà di lettere della Sorbona di Parigi e ricoprì questa cattedra fino alla morte.
A conferma del suo spiccatissimo interesse per la diffusione della lingua e della letteratura italiana, Herri Hauvette diresse a lungo la rivista «Études italiennes» e fu socio corrispondente dell'Accademia della Crusca. «Della diffusione della lingua italiana in Francia, strumento necessario per la divulgazione della nostra cultura, seppe farsi convinto assertore: di essa anzi, docente (...), nonché per molto tempo "Inspecteur Général" dell'insegnamento della nostra lingua nei licei francesi, divenne l'apostolo ascoltato e seguito».
Fu «filologo di solida formazione positivistica». I suoi studi indagarono soprattutto il Trecento e il Cinquecento della letteratura italiana, con particolare attenzione a Dante, Boccaccio e Ariosto. «Anche i pochi autori francesi (...) vengono studiati nei contatti diretti o indiretti che essi hanno con la nostra lingua e con la nostra letteratura».

## Opere
- Dante nella poesia francese del Rinascimento, Firenze, Sansoni, 1901.
- Un exilé florentin à la cour de France au XVIeme siècle. Luigi Alamanni, Parigi, Hachette, 1903.
- Una confessione del Boccaccio: il Corbaccio, Firenze, Fratelli Passerini, 1905.
- Littérature italienne, Parigi, Colin, 1906.
- Ghirlandaio, Parigi, Plon-Nourrit, 1908.
- Dante. Introdution à l'étude de la "Divine Comédie", Parigi, Hauchette, 1911.
- Le Sodoma. Biografie critique, Parigi, Plon-Nourrit, 1912.
- Boccace. Étude biografique et littéraire, Parigi, Colin, 1914.
- Études sur la Divine Comédie; la composition du poème e son rayonnement, Parigi, Honoré Champion, 1922.
- Notes sur la jeunesse de l'Arioste, in «Études Italiennes», 1922.
- Sur quelque caractère du "Roland Furieux", in «Études Italiennes», 1924.
- La Divine Comédie. Traduction, introduction et analyces (due volumi), Parigi, 1927.
- L'Arioste e la poésie chavallerèsque à Ferrare, Parigi, Honoré Champion, 1927.
- La France et la Provence dans l'oeuvre de Dante, Parigi, Boivin, 1929.
- Les poésies lyriques de Petrarque, Parigi, Librairie Malfère, 1931.
- La «Morte vivante». Étude de littérature comparée, Parigi, Boivin et Cie, 1933.
- Études sur Boccace (1894-1916), con prefazione di Carlo Pellegrini, Torino, Bottega d'Erasmo, 1968.